# Métacarpe
Le métacarpe chez les tétrapodes est la région anatomique qui relie le carpe aux doigts.

## Description
Chez l'humain, le métacarpe est constitué de cinq métacarpiens.

## Anatomie comparée
Le nombre de métacarpiens est variable d'une espèces à l'autre.

## Lésion
Au cours de leur vie, 2,5 % des êtres humains auront au moins une fracture d'un métacarpe. La fracture de Benett (base du pouce) est la plus fréquente.